# One on One
One on One is de vijfde aflevering van het eerste seizoen van het tienerdrama Beverly Hills, 90210, die voor het eerst werd uitgezonden op 1 november 1990.

## Verhaal
Brandon besluit auditie te doen voor de basketbalploeg en wordt toegelaten. Hij begint te vermoeden dat sommige mensen van de andere ploeg zijn overgeplaatst voor het ploeg, enkel om wedstrijden te winnen. Hij wordt razend en vraagt Andrea om er dieper op in te gaan.
Als hij op het punt staat een speler te ontmaskeren, ontdekt hij dat deze wettelijk daar is gekomen. Hij weet niet goed hoe hij ermee om moet gaan en wordt overladen met schuld.
Ondertussen doet Brenda haar rijexamen voor de derde keer, maar laat haar kans om eindelijk haar rijbewijs te krijgen vallen om Kelly te redden van een slechte date. Tijdens dit proces raakt ze Brandons auto kwijt.

## Rolverdeling
- Jason Priestley - Brandon Walsh
- Shannen Doherty - Brenda Walsh
- Jennie Garth - Kelly Taylor
- Gabrielle Carteris - Andrea Zuckerman
- Brian Austin Green - David Silver
- Tori Spelling - Donna Martin
- Douglas Emerson - Scott Scanlon
- Carol Potter - Cindy Walsh
- James Eckhouse - Jim Walsh
- Joe E. Tata - Nat Bussichio
- Tico Wells - James Townsend
- Scott Williamson - Coach Reilly